# Борки (Воложинский район)
Борки (белор. Баркi) — деревня в Воложинском районе Минской области Белоруссии. Расположена в 13 км на юг от Воложин, 29 км от железнодорожной станции Воложин на линии Молодечно-Лида, 77 км от Минска.

## География
Рядом с деревней находится Налибокская пуща, в полукилометре протекает река Ислочь. Недалеко расположена экологическая тропа "Белокорец". От деревни по прямой дороге можно добраться до Магистраль М6 (Белоруссия) в направлении Минска или Гродно.

## История
С 1921 по 1939 деревня находилась на территории Польская Республика (1918—1939) и называлась Borki Jackowskie (Борки-Яцковские).
После Ивенецкое восстание, в июле-августе 1943 г. в ходе операции «Герман» деревня была полностью сожжена карателями, местные жители были выселены. После освобождения Беларусi в 1944 году местные стали возвращаться на свою землю и полностью отстраивать ее с нуля. Главным источником строительных материалов стала древесина из соседней Налiбоцкай пушчы. 
В 1980-х годах в деревне был построен свинокомплекс, который являлся основным местом работы для местных жителей и жителей соседних деревень. В начале 2010-х годов комплекс был снесен, т.к. перестал функционировать еще в начале 1990-х.
До осени 2009 года деревня входила в Бобровичский сельсовет. Решением Минского областного Совета депутатов от 30 октября 2009 года «Об изменении административно-территориального устройства Минской области», решением Воложинского районного исполнительного комитета от 18 декабря 2009 года № 1511 «О ликвидации Бобровичского сельского исполнительного комитета», Бобровичский сельсовет упразднён 22 февраля 2010 года, а его населённые пункты переданы в ведение Воложинского сельсовета.